# اشدلق علیا
اشدلق علیا یکی از روستاهای استان آذربایجان شرقی است که در دهستان مهران‌رود مرکزی بخش مرکزی شهرستان بستان‌آباد واقع شده‌است.این روستا ۱۰۱۳ نفر جمعیت دارد.